# Conopterum
Conopterum is een geslacht van kevers uit de familie van de loopkevers (Carabidae). De wetenschappelijke naam van het geslacht is voor het eerst geldig gepubliceerd in 1868 door Chaudoir.

## Soorten
Het geslacht Conopterum omvat de volgende soorten:
- Conopterum aberrans (Sloane, 1897)
- Conopterum atrum (Sloane, 1916)
- Conopterum bicornutum Macleay, 1887
- Conopterum bifurcum (Sloane, 1916)
- Conopterum chaudoirii (Macleay, 1887)
- Conopterum damelii (Macleay, 1869)
- Conopterum darlingense (Macleay, 1887)
- Conopterum frenchi (Sloane, 1916)
- Conopterum gagatinum (Macleay, 1864)
- Conopterum leai (Sloane, 1897)
- Conopterum longipenne (Sloane, 1907)
- Conopterum modestum Sloane, 1888
- Conopterum mucronatum (Macleay, 1866)
- Conopterum pertenue (Sloane, 1916)
- Conopterum purpuratum (Sloane, 1905)
- Conopterum pyripenne Sloane, 1900
- Conopterum riverinae (Macleay, 1865)
- Conopterum sapphirinum (Bates, 1874)
- Conopterum septentrionale (Macleay, 1887)
- Conopterum spaldingii (Macleay, 1878)
- Conopterum superbum (Castelnau, 1867)
- Conopterum tropicale (Macleay, 1887)